# تپه اسفیدان
تپه اسفیدان در شهرستان مانه و سملقان، بخش مانه، دهستان اترک، ۵۰ متری شمال روستای اسفیدان واقع شده و این اثر در تاریخ ۱۸ شهریور ۱۳۸۷ با شمارهٔ ثبت ۲۳۲۶۰ به‌عنوان یکی از آثار ملی ایران به ثبت رسیده است.